# Ivan Benigar
Ivan (Janko J.) Benigar, (špansko Juan Benigar / Benniger), slovensko-hrvaški popotnik, raziskovalec, jezikoslovec, etnolog in antropolog, * 23. december 1883, Zagreb, † 14. januar, 1950, Aluminé, Argentina.

## Življenjepis
Ivan Benigar, tudi Janez, Janko Benigar, se je rodil slovenskim staršem v Zagrebu. Oče mu je bil gimnazijski profesor Ivan (Janez) Benigar po rodu iz Ilirske Bistrice. Mati je bila Rozalija (rojena Lukež). 
Njegova mati je bila Rozalija (rojena Lukež), in je bila doma iz Radeč. 
Oče Janez je postal ugleden profesor matematike na Gornjemestni gimnaziji (Gornjegradska – danes Šesta gimnazija) pri cerkvi Svete Katarine v Zagrebu. Bil je prijatelj pisatelja Šenoa in književnika, filologa ter profesorja Vebra. Med njegovimi učenci je bilo veliko znanih intelektualcev, med katerimi sta tudi književnika Matoš in Krleža ter kardinal Stepinac. Otroke je vzgajal po špartansko, pa so se v njegovi hiši učili, delali in molili. Ob sobotah je svoje malo krdelo vodil na izlete in sprehode po sosednjih hribih. Ta delovni slovenski duh se je opazil tudi v Aleševem življenju. Mati mu je umrla 1953.
V Gradcu in Pragi je študiral tehniko, posebej pa se je  zanimal za jezikoslovje in 1904 v Zagrebu objavil slovar Bugarska slovnica sa čitankom. V Argentino je odpotoval leta 1908. Živel je med pampskimi Indijanci in se je poročil z dvema Indijankama iz ljudstva Mapuči, s katerima je imel 17 otrok. Med Mapuči je nato preživel vse svoje življenje. Lotil se je raziskovanja njihovega jezika in kulture ter se boril za priznanje njihovih pravic.
O življenju Mapučev je objavil dve knjigi. V prvi obravnava njihovo življenje ter razprave o pojmu časa in prostora (Problem ameriškega človeka - El problema del hombre americano). V drugi pa je pisal o ekonomsko-družbenem položaju ter razlaščanje Indijancev in malih kmetov (Patagonija misli - La Patagonia piensa). Indijanski jezik in kultura sta mu bila vir preučevanja »zgodovine človekovega mišljenja«.
Benigar je eden izmed zelo priznanih svetovnih etnologov in antropologov. Poleg Adamiča je najpomembnejši slovenski amerikanist, žal v Sloveniji skorajda neznan.